# Julius Petersen
Julius Peter Christian Petersen (Sorø, Selandia, 16 de junio de 1839 - Copenhague, 5 de agosto de 1910) fue un matemático danés.

## Biografía
Petersen se interesó en diversas áreas de las matemáticas, tales como geometría, análisis complejo, teoría de números, física matemática, economía matemática, criptografía y teoría de grafos. Su famoso artículo Die Theorie der regulären graphs ("De la teoría de los grafos regulares") significó una contribución fundamental para la teoría de grafos moderna. En 1898, presentó un contraejemplo para el aclamado teorema de Tait sobre factorabilidad-1 de grafos 3-regulares, que actualmente se conoce como el "grafo de Petersen".
Publicó un tratado sistemático de construcciones geométricas (usando regla y compás) en 1880. Una traducción en francés fue reimpresa en 1990.
Se le dedicó una edición especial de la revista Discrete Mathematics por el 150.º aniversario de su nacimiento, que incluyó una detallada biografía del matemático conmemorado.